# Melocactus lemairei
Melocactus lemairei là một loài thực vật có hoa trong họ Cactaceae. Loài này được (Monv. ex Lem.) Miq. ex Lem. mô tả khoa học đầu tiên năm 1840.

## Hình ảnh

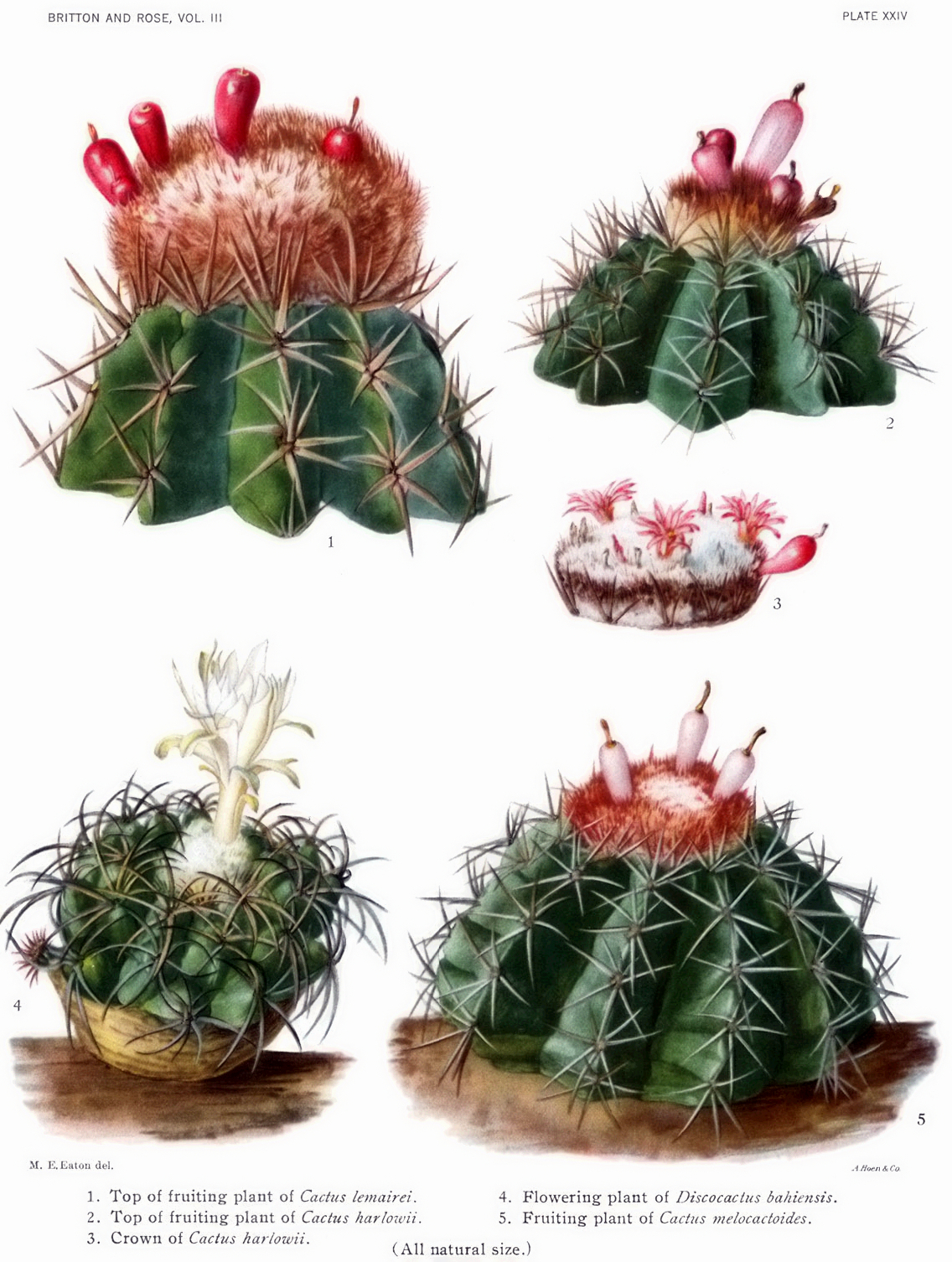